# لیجیا فاگونجیس تلیس
لیجیا فاگونجیس تِلیس (به پرتغالی: Lygia Fagundes Telles) (زاده ۱۹ آوریل ۱۹۱۸،سائوپائولو - درگذشته ۰۳ آوریل ۲۰۲۲،سائوپائولو) داستان‌نویس و رمان‌نویس برزیلی بود. او را با لقب «بانوی ادبیات برزیل» (به پرتغالی: A dama da literatura brasileira) می‌شناسند. از  نویسندگان تأثیرگذار در تاریخ ادبیات برزیل و از آغازگران  پست‌مدرنیسم در این کشور بود. آثارش به موضوعات کلاسیک و جهانی نظیر مرگ، عشق، ترس، جنون و فانتزی می‌پردازد. او نخستین زن برزیلی بود که کاندید جایزه نوبل ادبیات شد.

## زندگی‌نامه
در ۱۹ آوریل ۱۹۱۸ در محلۀ سانتا سسیلیا در سائو پائولو به دنیا آمد. پدرش وکیل بود و مادرش پیانیست بود. به سبب شغل پدر، در سرتائوزینیو و محلات دیگر اطراف این ایالت بزرگ شد. هشت ساله بود که به ریو دو ژانیرو نقل مکان کرد و پنج سال در آن جا زندگی کرد. ایام کودکی بر او «درخشان»، «عالی» و «روشن» گذشت. در بازگشت به سائو پائولو در مؤسسۀ آموزشی کائتانو جی کامپوس ثبت نام کرد و از همان موقع جذب ادبیات شد. در ۱۹۳۶ پدر و مادرش از هم جدا می‌شوند اما طلاق نمی‌گیرند. اولین کتابش مجموعه داستان پایینی‌ها، بالایی‌ها  بود که در ۱۹۳۸ و با سرمایه‌گذاری پدرش چاپ شد و مورد استقبال منتقدین قرار گرفت. هر چند نام نویسندۀ آن به واسطۀ همکاری‌اش با نشریه‌های ادبی آن زمان، چون کروسِیرو برای خوانندگان ناآشنا نبود. لیجیا در سال ۱۹۴۱ برای تحصیل در رشتۀ حقوق وارد دانشکده حقوق لارگو جی سائو فرانسیکو شد و در آن جا با ادیبانی چون ماریو جی آندراجی، اوسوالد جی آندراجی و پائولو امیلیو سالس گومس آشنا شد. از نزدیک‌ترین رفقای دانشگاهی‌اش هیلدا هیلست بود. او به آکادمی ادبیات دانشکده پیوست و نشریاتی چون آرکادیا و آ بالانسا آغاز همکاری کرد.  در ۱۹۴۷ با گوفردو تلیس جونیور ازدواج کرد. سومین مجموعه داستانش، کاکتوس قرمز  در ۱۹۴۹ منتشر شد و جایزه آفونسو آرینوس را از آن او ساخت که آکادمی برزیلی زبان آن را به او اهدا کرد.  نخستین رمانش، گردونۀ سنگی در ۱۹۵۴ منتشر و مورد استقبال منتقدان قرار گرفت و نام نویسندۀ آن را در سراسر برزیل پرآوازه کرد. در ۱۹۵۸ داستان‌های ناسازگاری را منتشر کرد که جایزۀ آرتور آسِوِدو را از آن او ساخت. در ۱۹۶۰ از گوفردو جدا شد اما طلاق نگرفت. دومین رمانش تابستان در آکواریوم در ۱۹۶۳ منتشر شد و جایزۀ جابوتی را از آن او کرد. در همین سال با منتقد سینما، پائولو اِمیلیو سالِس گومِس ازدواج کرد. لیجیا رئیس بنیاد حفظ آثار سینمایی نیز بود که شوهرش، پائولو امیلیو آن را بنیان گذاشته بود. در ۱۹۶۴ و ۱۹۶۵ داستان‌های برگزیده و باغ وحشی را منتشر کرد.
لیجیا با داستان قبل از رقص سبز در عرصۀ جهانی مطرح شد: این اثر در کن فرانسه، در بخش جایزه بین‌المللی زنان برای نویسندگان خارجی که در آن ۳۶۰ اثر از ۲۱ کشور دنیا حضور یافته بود، جایزۀ نخست را دریافت کرد. این داستان در مجموعه‌ای با همین عنوان در کنار هفده داستان دیگر منتشر شد. در نخستین چاپ آن متن نامه‌ای از شاعر برزیل، کارلوس دروموند جی آندراجی ضمیمه است:
ریو دو ژانیرو، ۲۸ ژانویه ۱۹۲۸
لیجیای عزیز
(...) کتاب از نظر وحدت و کثرت بی‌نقص است، قلم نویسندۀ آن استوار است و می‌داند چگونه در پس داستان ظاهری داستانی عمیق‌تر را به ذهن متبادر کند. به نظر من قدرت عظیم موجود در آن روان‌شناسی پنهانی است که زیر تودۀ عناصر واقع‌گرایانه قرار دارد که باعث می‌شود هر کسی با اثر همذات‌پنداری کند. کسی که بخواهد حقیقت زیرجلدی موجودات آن را که زیر پوستۀ اجتماعی آنان نهان شده است کشف کند، مفتون آن خواهد شد. پیوند این دو جنبه، به شکل یکپارچه، بزرگ‌ترین هنر است. و تو به این مهم دست یافتی. اثرت بسیار متفاوت است از اراجیف این داستان‌نویسانی که برای خودشان در مجلات و روزنامه‌ها نوشابه باز می‌کنند و ملت آثارشان را از این طرف می‌خوانند و از آن طرف فراموش می‌کنند! داستان باید با قدرت در ذهن مخاطب ثبت شود.

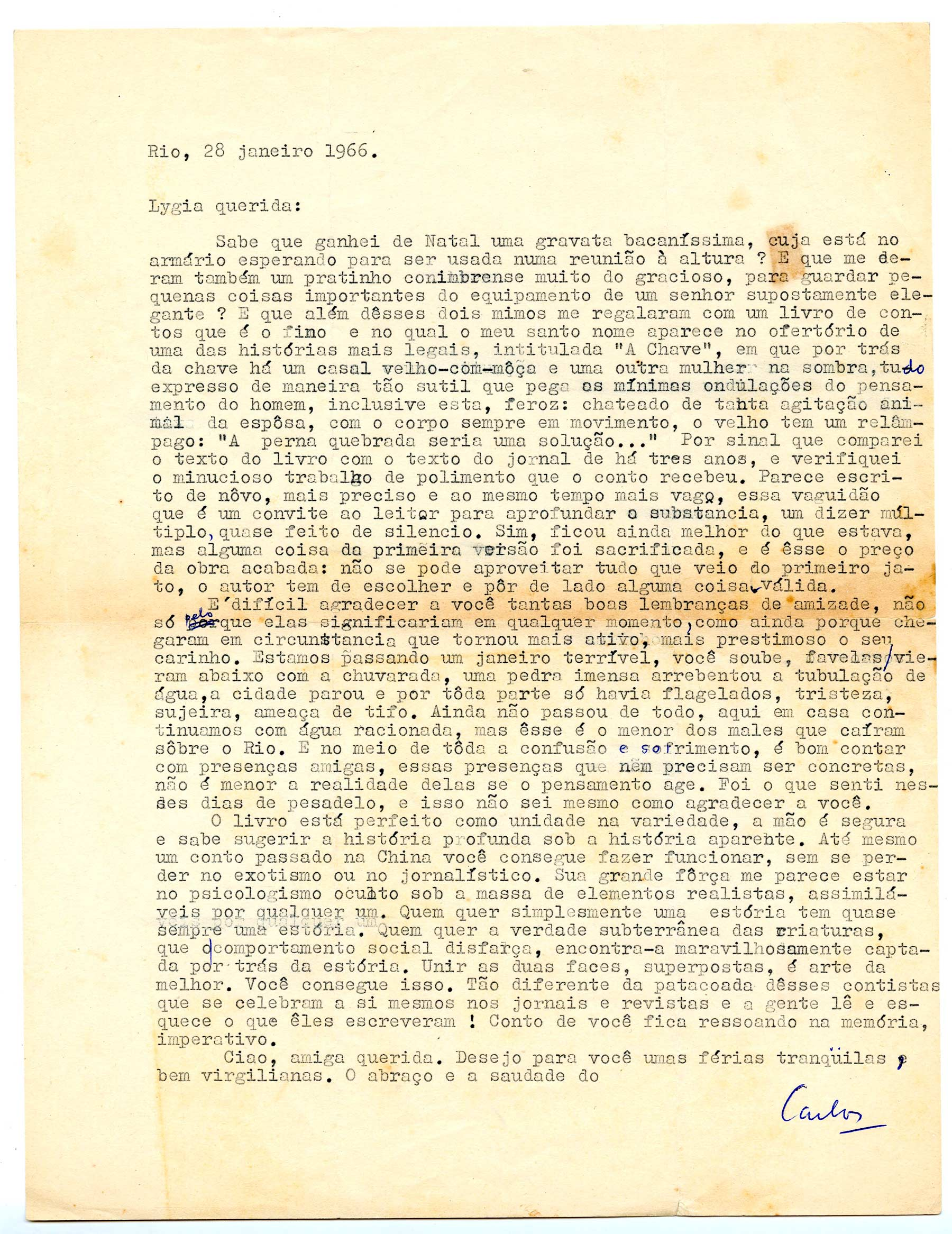
تصویر دست‌نویس نامۀ کارلوس دروموند جی آندراجی به لیجیا فاگونجیس تلیس

در ۱۹۷۳ رمان دخترها منتشر شد که جوایز متعددی را نصیب او کرد: جایزۀ جابوتی در رشته رمان،  جایزۀ کوئِلو نِتو و جایزۀ ادبیات تخیلی از سوی اتحادیۀ سائوپائولو برای منتقدین هنری. این داستان سرنوشت سه دختر است که در اوائل دهۀ هفتاد تحت حکومت دیکتاتوری نظامی حاکم بر برزیل آن دوران روزگار سختی را می‌گذرانند. اوتو ماریا کارپو منتقد اتریشی-برزیلی دربارۀ این اثر چنین گفته است:
«لیجیا واقعاً برخوردار است از ظرافت خلق فضا که کاترین منسفیلد از آن بهره‌مند است. با این تفاوت که لیجیا رمان نوشتن هم بلد است و دخترها رمانی است در سطح بالا.»
در ۱۹۷۷ در بزرگ‌ترین اقدام اعتراضی نویسندگان علیه رژیم دیکتاتوری و سانسوری که اعمال می‌کرد، برای ارائۀ «مانیفست روشنفکران» همراه آنان عازم برازیلیا شد. در همین سال مدیریت سینماتکای برزیل را که شوهرش بنیان‌گذار آن بود پذیرفت و مجموعه داستان سمینار موش‌ها را به چاپ رساند. در ۱۹۷۸ «فرزندان دردانه» را چاپ کرد. این مجموعه در ۱۹۹۱ با نام یکی از داستان‌های آن ساختار حباب صابون مجدداً منتشر شد. در ۱۹۸۰ مجموعه داستان انضباط عشق را چاپ کرد که برندۀ جایزه جابوتی ، برنده جام آپکا ، اهدایی انجمن سائو پائولو برای منتقدین هنری شد. لیجیا در مصاحبه‌ای این اثر را بهترین کتاب خود دانست. در ۱۹۸۱ مجموعه داستان رازها را، مشتمل بر دوازده داستان، منتشر کرد. در ۱۹۸۲ بر صندلی ۲۸ آکادمی زبان و ادب سائو پائولو تکیه زد. در ۲۴ اکتبر ۱۹۸۵ با ۳۲ رأی از ۳۹ رأی بر صندلی شمارۀ ۱۶ فرهنگستان زبان برزیل نشست. در ۱۹۸۷ نشان افتخار اینفانته انریکه را ازکشور پرتغال دریافت کرد. در ۱۹۸۹ رمان ساعات عریان را به چاپ رساند. شخصیت این رمان زنی کهنسال است به نام «روسا آمبروسیو» که در ضبط صوت خاطرات ساعاتی از زندگی‌اش را که عریان بوده است نقل می‌کند. در ۱۹۹۱ از شغل دولتی‌اش بازنشسته می‌شود. در ۱۹۹۴ در نمایشگاه فرانکفورت شرکت می‌کند. در سال ۱۹۹۵ مجموعه داستان شب تاریک و من را منتشر می‌کند (جایزۀ بهترین کتاب داستان اهدایی کتابخانۀ ملی، جایزۀ جابوتی از سوی انجمن برزیلی کتاب و جایزۀ آپلوب). در ۱۹۹۶ فیلم دختران به کارگردانی امیلیانو ریبیرو پرده‌برداری می‌شود. در ۲۰۰۰ مجموعه داستان اختراع و حافظه را منتشر می‌کند که جایزه جابوتی و جایزه بزرگ انجمن سائو پائولویی منتقدین ادبی را برایش در پی دارد.
در سال ۲۰۰۵ معتبرترین جایزۀ ادبی کشورهای پرتغالی‌زبان، جایزۀ کاموئس به او تقدیم شد.
در سال ۲۰۱۶ از سوی کانون نویسندگان برزیل به عنوان نامزد نوبل ادبیات معرفی شد.
لیجیا فاگونجیس تِلیس در ۲۲ آوریل ۲۰۲۲ در ۱۰۳ سالگی بر اثر کهولت سن درگذشت. رئیس فرهنگستان زبان برزیل، مرول پریرا با این جملات از او یاد کرد:
او چهره‌ای شاخص و بنیادین نه تنها برای ادبیات بلکه برای جنبش‌های مدافع حقوق زنان بود. او راوی جهان مدرن بود و خود شخصیتی بزرگوار و انسانی. امروز ادبیات برزیل زنی والا را از دست داد.
رودریگو گارسیا فرماندار سائو پائولو در مرگ او سه روز عزای عمومی اعلام کرد.